# Sant'Elpidio a Mare
Sant'Elpidio a Mare är en ort och kommun i provinsen Fermo i regionen Marche i Italien. Kommunen hade 17 166 invånare (2018).